# 니와쓰카촌
니와쓰카촌(庭塚村)은 후쿠시마현 오누마군에 있던 촌이다. 현재의 후쿠시마시에 해당한다.

## 역사
- 1889년 4월 1일 - 2촌의 구역으로 성립하였다.
- 1954년 3월 31일 - 니와사카촌과 합병해 오니와촌이 성립하여, 동일 니와쓰카촌이 폐지되었다.
- 1956년 9월 30일 - 오니와촌이 노다촌, 미즈호촌과 합병해 아즈마촌이 성립하였다.
- 1962년 11월 1일 - 아즈마촌이 정으로 승격해 아즈마정이 되었다.
- 1968년 10월 11일 - 아즈마정이 후쿠시마시에 편입되었다.

## 교통

### 도로
현재는 반다이아즈마 스카이라인이 옛 촌 지역을 통과하지만, 당시에는 미개통이었다.

## 참고문헌
- 角川日本地名大辞典 7 福島県